# Connor Randall
Connor Steven Randall (Liverpool, Inglaterra, Reino Unido, 21 de octubre de 1995) es un futbolista inglés que juega en la posición de defensa y su actual equipo es el Ross County F. C. de la Scottish Premiership.

## Trayectoria

### Liverpool FC
Randall debutó como titular frente al AFC Bournemouth el 28 de octubre de 2015, en Copa de la Liga.

## Clubes
| Club                               | País       | Año       |
| ---------------------------------- | ---------- | --------- |
| Liverpool F. C.                    | Inglaterra | 2014-2019 |
| Shrewsbury Town F. C. (cedido)     | Inglaterra | 2015      |
| Heart of Midlothian F. C. (cedido) | Escocia    | 2017-2018 |
| Rochdale A. F. C. (cedido)         | Inglaterra | 2018      |
| F. C. Arda Kardzhali               | Bulgaria   | 2019-2020 |
| Ross County F. C.                  | Escocia    | 2020-     |

## Palmarés

### Campeonatos internacionales
| Título                       | Club            | Sede   | Año  |
| ---------------------------- | --------------- | ------ | ---- |
| Liga de Campeones de la UEFA | Liverpool F. C. | Madrid | 2019 |